# آندریاس هافمن (بازیکن فوتبال)
آندریاس هافمن (انگلیسی: Andreas Hofmann؛ زادهٔ ۱۳ آوریل ۱۹۸۶) بازیکن فوتبال اهل آلمان است.
از باشگاه‌هایی که در آن بازی کرده‌است می‌توان به باشگاه فوتبال گروتر فورث و باشگاه فوتبال وی‌اف‌آر آلن اشاره کرد.